# Lignosus ekombitii
Lignosus ekombitii är en svampart som beskrevs av Douanla-Meli 2003. Lignosus ekombitii ingår i släktet Lignosus och familjen Polyporaceae.   Inga underarter finns listade i Catalogue of Life.